# Hyposidra ulnata
Hyposidra ulnata är en fjärilsart som beskrevs av Louis Beethoven Prout. Hyposidra ulnata ingår i släktet Hyposidra och familjen mätare. Inga underarter finns listade i Catalogue of Life.